# ГЕС Suat Uğurlu
ГЕС Suat Uğurlu – гідроелектростанція на півночі Туреччини. Знаходячись між ГЕС Hasan Uğurlu (вище по течії) та ГЕС Kumköy (17 МВт), входить до складу каскаду на річці Єшиль-Ирмак, яка впадає до Чорного моря біля міста Самсун.
В межах проекту річку перекрили кам’яно-накидною греблею висотою 51 метр (від фундаменту, висота від дна річки – 38 метрів), довжиною 380 метрів та товщиною по гребеню 10 метрів, яка потребувала 2,3 млн м3 матеріалу. Вона утримує водосховище з площею поверхні 9,6 км2 та об’ємом 182 млн м3 (корисний об’єм 28 млн м3), в якому припустиме коливання рівня у операційному режимі між позначками 58,5 та 61,5 метра НРМ.
Пригреблевий машинний зал в 1982-му році обладнали двома турбінами типу Каплан потужністю по 23,5 МВт. В 2000-му комплекс доповнили третім гідроагрегатом, а його загальна потужність зросла до 69 МВт. При напорі у 29,6 метра це обладнання забезпечує виробництво 350 млн кВт-год електроенергії на рік.
Видача продукції відбувається по ЛЕП, розрахованій на роботу під напругою 154 кВ.
Окрім виробництва електроенергії, комплекс дозволяє спрямовувати воду на зрошення в об’ємах до 85 м3/сек.